# Craspedacusta
Craspedacusta is een geslacht van hydroïdpoliepen uit de familie van de Olindiasidae. 

## Soorten
- Craspedacusta sowerbii Lankester, 1880 (Zoetwaterkwal)
- Craspedacusta brevinema He & Xu, 2002
- Craspedacusta chuxiongensis He, Xu & Nie, 2000
- Craspedacusta hangzhouensis He, 1980
- Craspedacusta iseanum (Oka & Hara, 1922)
- Craspedacusta kuoi Shieh & Wang, 1959
- Craspedacusta sichuanensis He & Kou, 1984
- Craspedacusta sinensis Gaw & Kung, 1939
- Craspedacusta vovasi Naumov & Stepanjants, 1971
- Craspedacusta xinyangensis He, 1980
- Craspedacusta ziguinensis He & Xu, 1985